# George Formby
George Formby (26. maj 1904 i Wigan - 6. marts 1961 i Preston) var en engelsk sanger, musiker, skuespiller og entertainer, der i 1930'erne og 1940'erne var en af de mest populære skikkelser i den britiske underholdningsverden og i en periode den højest betalte i branchen. Han sang lette, humoristiske sange og akkompagnerede oftest sig selv på banjo eller ukulelebanjo. Hans sange, blandt andet "When I'm Cleaning Windows", var især populære i krigsårene. Desuden gav den store popularitet ham en større filmkarriere, hvor han ofte fik mulighed for at synge og spille.
Sammen med sin hustru rejste han meget i krigsområderne, hvor han improviserede situationsbestemte tekster, som gjorde stor lykke ved fronten. Det anslås, at han optrådte for samlet set omkring tre millioner allierede tropper under krigen.
Nogle af hans sange havde tvetydige tekster, og "With My Little Stick of Blackpool Rock" fra 1937 blev bandlyst på BBC, idet man mente, at teksten havde seksuelle undertoner. I de fleste tilfælde slap Formby dog af sted med sine let vovede sange på grund af sin muntre, uskyldige fremtoning og den nasale fremførelse i et højt toneleje på Lancashire-dialekt.

## Karriere

### Opvækst og ungdom
George Formby kom til verden som den ældste af en søskendeflok på syv (overlevende) børn. Hans far, James Booth, var en af de store music hall-komikere i sin tid, og han havde antaget scenenavnet George Formby (navnet stammer fra en lille by i nærheden af Liverpool). Den ældre George Formby havde selv en succes, der svarede til den, sønnen senere skulle opnå. Faderen ønskede ikke, at børnene skulle se ham optræde, så derfor boede familien i Hindley, et stykke fra varieteteatrene. Den unge George Formby blev som syvårig jockeylærling, og han red sit første løb som blot tiårig, på hvilket tidspunkt han blot vejede 25 kg.

### På scenerne mod stjernestatus
I 1921 døde Formby Senior, og kort efter afbrød den unge George Formby sin jockeykarriere og begyndte at optræde i varieteteatrene med sin fars materiale. I begyndelsen kaldte han sig George Hoy (moderens efternavn). 
I 1923 mødte han i forbindelse med en optræden i Castleford den lidt ældre Beryl Ingham (født 1901), som var stepdanser og skuespiller og havde vundet det engelske mesterskab i stepdans som 11-årig, og som havde optrådt i danseduo "The Two Violets" med sin søster, May. Formby og Beryl Ingham blev gift det følgende år.
Parret optrådte i de første år af ægteskabet som en duo, indtil Beryl i 1932 helligede sig opgaven som fuldtidsmanager og mentor for George Formby. Beryl Formby var en kompetent og barsk forretningskvinde, der havde sin store andel i, at manden blev den bedst betalte stjerne i den britiske underholdningsverden. 

### Karrierens top
Med Beryl som katalysator var George fra begyndelsen af 1930'erne en stor stjerne, og hans pladeindspilninger var med til at sprede populariteten til alle hjørner af landet. Den første plade havde han indspillet i 1926, men først i 1932, hvor Jack Hyltons orkester spillede med, opnåede de større gennemslagskraft. Formby indspillede samlet i sin karriere omkring 230 plader. På scenen brugte han sin flabede Lancashire-humor og skabte en folkelig nordengelsk persona. 
Snart kastede den store popularitet med sangene også en filmkarriere af til Formby. Efter en lille rolle i en stumfilm i 1915 fik han en hovedrolle i Boots! Boots! i 1934. Denne film blev en succes, som skaffede ham en kontrakt på yderligere 11 film for Associated Talking Pictures for den enorme sum af £100.000 (cirka 20 millioner kr i nutidspriser) om året. Han fik kontrakten, trods studieleder Michael Balcons opfattelse af ham som "en sær og ikke videre elskelig figur." Mellem 1934 og 1945 var Formby den største komiker i britisk film, og på hans karrieres top (1939, hvor han blev valgt til den mest populære filmskuespiller inden for alle genrer) blev hans film George ordner alt eksporteret til USA. Men skønt hans film var populære i Storbritannien og Canada, slog de ikke an i USA. Columbia Pictures gav ham en kontrakt til en værdi af £500.000 for en serie film, men besluttede sig for ikke at sætte dem op i USA.
I sine film spillede han ofte den ærlige, godhjertede fyr, der kom i forskellige uheldige situationer. Hans signaturudtryk herfra var: "It turned out nice again!" ("Det gik godt endnu engang!"). Andre af hans standardudtryk var "Ooh, mother!", når han slap ud af en penibel situation, og "Never touched me!", når han var blevet den lille i en hvilken som helst kamp.
Under anden verdenskrig var Formby blandt de mest efterspurgte til at underholde tropperne ved fronten. Sammen med hustruen Beryl var han den første af en række navne fra underholdningsverdenen, der drog til Frankrig for at opmuntre de aktive i krigen. Formby-parret var også ofte de sidste, der forlod et område, hvis briterne måtte opgive at holde skansen. Parret rejste rundt og underholdt tropperne under hele krigen, og Formby improviserede i mange situationer tekster, der passede med situationen, hvilket blot øgede hans popularitet. Denne ihærdige indsats indbragte Formby Order of the British Empire i 1946.
Formbys film var meget populære i Danmark, og især Up in the Air er senere for mange, der oplevede det, kædet sammen med festlighederne omkring befrielsen i 1945. Formby besøgte landet i 1946 og blev hyldet ved ankomsten til lufthavnen i Kastrup.
Efter krigen turnerede Beryl og George Formby blandt andet også i Sydafrika, kort inden apartheid-lovgivningen officielt blev indført. På turneen nægtede parret at optræde ved raceopdelte arrangementer. Ifølge David Bret, der har skrevet en biografi om Formby, blev Formby tiljublet af et publikum af sorte efter at have omfavnet en lille sort pige, der gav hans hustru en æske chokolade. Dette førte til en protestopringning fra lederen af National Party, Daniel François Malan (der senere indførte apartheid), men han blev mødt af følgende harmdirrende svar fra Beryl Formby: "Why don't you piss off, you horrible little man?" ("Hvorfor fiser du ikke bare af, din forfærdelige lille mand?")
I 1952 blev George Formby ramt af et hjerteanfald i en periode, hvor hans succesrige musical Zip Goes a Million gik på teaterscenen. Han trak sig ud af opførelsen og optrådte efterfølgende kun som gæst i forskellige tv-udsendelser. I 1960 fik han et mindre hit med singlen "Happy Go Lucky Me"/"Banjo Boy", der nåede op som nummer 40 på den britiske hitliste. Hans sidste tv-optræden fandt sted i december 1960 i form af et 35 minutter langt soloafsnit i BBC-programmet The Friday Show.

## Musikalsk stil
Formby var kendt for at spille på ukulelebanjo og anvendte en stærkt synkoperet spillestil, der blev navngivet efter ham som Formby-stilen. Når han optrådte, havde han ofte flere instrumenter med sig på scenen, stemt i hver sin toneart. Han var selv ganske beskeden om sin musikalske formåen og hævdede i den sidste tv-optræden, at han kun kunne spille i en toneart. Dette har dog vist sig at være forkert, idet musikalske undersøgelser har vist, at han beherskede mange tonearter og også kunne spille avancerede soloer.

## Privatliv
Da George og Beryl Formby blev gift, satte Beryl snart forretninger foran det ægteskabelige samliv. Parret fik aldrig børn, og det sikrede hun ved at få foretaget en hysterektomi. Hun var tilsyneladende heller ikke meget for et intimt samliv med manden, men holdt sig ikke tilbage for at have et par udenomsægteskabelige affærer i 1930'erne samtidig med, at hun var sygeligt jaloux på manden og blandt andet gennemtrumfede, at nogle af hans kvindelige medspillere på film blev gjort mindre attraktive eller decideret fyret.
Også på det økonomiske område var Beryl den dominerende partner. Hun styrede med hård hånd parrets finanser, og Formby fik – selv på toppen af karrieren, hvor indtægterne var tårnhøje – et ganske lille beløb i lommepenge af hende. Parret brugte dog store beløb på boliger, biler med chauffør, både og tøj, og især Beryl var til hver en tid iført klæder i den seneste mode.
Beryl var Georges manager til sent i karrieren, men på et tidspunkt blev hun ramt af leukæmi, og hun døde 24. december 1960 i Blackpool. Efter hendes død indrømmede George Formby offentligt, at "mit liv med Beryl var et helvede." I slutningen af hendes liv havde Formby tilsyneladende fået større muligheder for at se andre kvinder, og få måneder efter hendes død meddelte han, at han var forlovet med den tyve år yngre skolelærer Pat Howson, med hvem han havde oplevet en lykke, han aldrig havde fået med Beryl. Der blev fastsat et snarligt bryllup, men et par dage inden bryllupsdagen blev Formby ramt af et nyt hjerteanfald, som han ikke overlevede. Ved begravelsesoptoget for ham var mere end 150.000 mennesker mødt op langs ruten.

## Minder og eftermæle
Der findes en bronzestatue af Formby lænet op ad en lygtepæl (med henvisning til hans hit "Leaning on a Lamppost") i Douglas (Isle of Man), og i 2007 blev der opstillet en statue af ham i en butiksarkade i hans fødeby Wigan. 
Efter hans død i 1961 mødtes en gruppe mennesker på et hotel i Blackpool og dannede George Formby Society (GFS). Mødet tiltrak en god del offentlig interesse samt en del kendte mennesker, der blev del af foreningen. GFS findes stadig og har nu omkring 1300 medlemmer. Gennem årene har foreningen haft flere prominente medlemmer; George Harrison var således en stor fan af Formby og gjorde en del for at promovere ukulelen.
Formby blev i 2004 optaget i Ukulele Hall of Fame, der er en non-profit-organisation for bevaring af ukulelens historie.
Hans liv og karriere er blevet hyldet i flere teaterforestillinger. Blandt andet har Alan Randall spillet hovedrollen i en musical om Formbys liv, og Andy Eastwood har optrådt i variete-sammenhænge med materiale af Formby og med brug af en af Formbys egne ukulelebanjoer. Paul E. Casper har ligeledes haft succes med at hylde Formby, og især fremhæves hans fysiske lighed med idolet. 
I juni 2012 blev en sporvogn i Blackpool (en såkaldt boat car tram, der er åben og har form som en båd) sponsoreret af GFS og malet med portrætter af Formby samt navngivet George Formby OBE.

## Filmografi
- By the Shortest of Heads (1915)
- Boots! Boots! (1934)
- Off the Dole (1935)
- Speederen i bund, George! (No Limit, 1935)
- Keep Your Seats, Please (1936)
- Stik en plade (Feather Your Nest, 1937)
- Slå ham ud, George (Keep Fit, 1937)
- På glat is (I See Ice, 1938)
- It's in the Air (1938)
- En finger med i spillet (Trouble Brewing, 1939)
- Come on George! (1939)
- George ordner alt (Let George Do It!, 1940)
- Pas på panseren! (Spare a Copper/Call a Cop, 1940)
- Turned Out Nice Again (1941)
- Dobbeltgængeren fra Sydamerika (South American George, 1941)
- Much Too Shy (1942)
- Hæng i, George! (Get Cracking, 1943)
- Halløj i flåden (Bell-Bottom George, 1944)
- He Snoops to Conquer (1944)
- Det er ikke mig (I Didn't Do It, 1945)
- George som krofar (George in Civvy Street, 1946)

## Sange
Blandt Formbys sange kan nævnes følgende:
- "Chinese Laundry Blues" (1932)
- "Chinese Laundry Blues" (1932)
- "The Isle of Man" (1932)
- "With My Little Ukulele in My Hand" (1933)
- "The Window Cleaner"/"When I'm Cleaning Windows" (1936)
- "Leaning on a Lamppost" (1937)
- "Hi Tiddly Hi Ti Island" (1937)
- "The Lancashire Toreador" (1937)
- "With My Little Stick of Blackpool Rock" (1937)
- "Tan Tan Tivvy Tally-Ho!" (1938)
- "They Can't Fool Me" (1938)
- "Mother, What'll I do Now?" (1938)
- "Our Sergeant Major" (1938)
- "Imagine Me on the Maginot Line" (1939)
- "It's Turned Out Nice Again" (1939)
- "Mr Wu's a Window Cleaner Now" (1939)
- "My Grandad's Flannelette Nightshirt" (1939)
- "Count Your Blessings And Smile" (1940)
- "Auntie Maggie's Remedy" (1941)
- "Bless 'Em All" (1941)
- "Mr Wu's An Air Raid Warden Now" (1942)
- "You Don't Need A Licence For That" (1946)
- "Happy Go Lucky Me" (1960)
- "When I'm Cleaning Windows" (2 In A Tent hyldest til George Formby, 1994)